# Nadir Haddou

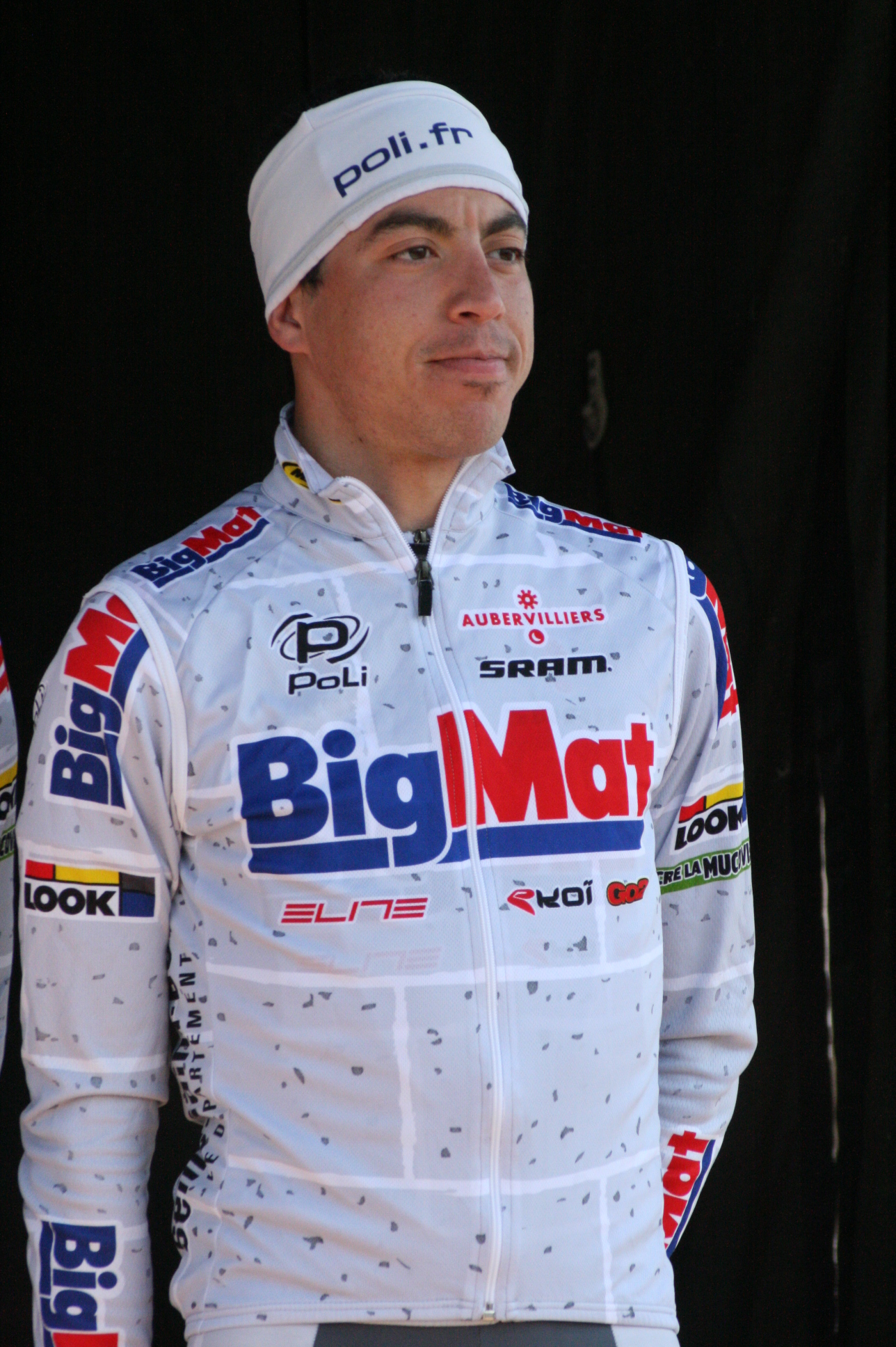
Nadir Haddou bei den Vier Tagen von Dünkirchen 2010

Nadir Haddou (* 25. Oktober 1983 in Issy-les-Moulineaux) ist ein französischer Straßenradrennfahrer.
Nadir Haddou begann seine Karriere 2009 bei dem französischen Continental Team Auber 93. In seinem ersten Jahr dort wurde er unter anderem Zweiter bei Paris–Troyes und Neunter bei der Tro-Bro Léon. Im nächsten Jahr belegte er den achten Platz beim Grand Prix de Lillers und er wurde Vierter bei Paris-Troyes. Bei der Ronde de l’Oise konnte er die zweite Etappe für sich entscheiden.
Nadirs Bruder Saïd Haddou ist ebenfalls Radprofi, er fährt für das französische Professional Continental Team Bbox Bouygues Télécom.

## Erfolge
2010
- eine Etappe Ronde de l’Oise

## Teams
- 2009: Auber 93
- 2010: BigMat-Auber 93